# Javier Bizarro
Javier Bizarro  (Hospitalet de Llobregat, 18 de abril de 1980), poeta y guionista español.

## Biografía
Residente en Palma de Mallorca desde los 4 años, ejerce de guionista en programas y series de televisión desde 2005 para el canal autonómico balear IB3 Televisió y para TVE. Obtuvo el Premio Antonio Machado de 2002 con su libro Los fantasmas del Parque Kristian Krekovic (Edición Ayuntamiento de Sevilla, Sevilla, 2003), que le dio a conocer como poeta. Ha publicado posteriormente otros tres libros de poemas: Cuando despiertes y no haya nadie (Editorial Calima, Madrid, 2005), La puerta no cierra el frío (Ediciones Vitrubio, Madrid, 2008) y A cien mil metros de profundidad (Celya Editorial, 2015).
Asimismo es coautor, junto a Rody Polonyi, de las obras teatrales Càstins (2007) y Ses matanceres m'has dita? (Tot torna) (2009), de la compañía mallorquina Diabéticas Aceleradas, estrenadas en el Auditorium de Palma de Mallorca, y de los monólogos teatralizados El placer de fracasar, protagonizado por Ramón Arangüena, y Spoiler, protagonizado por Diego Arjona.
En 2012 publica Anatomía del chiste: manual para crear chistes, sketches y monólogos editado por T&B y en 2013 El placer de fracasar editado por Sepha, escritos ambos en colaboración con Rody Polonyi.
En 2016 publica el álbum ilustrado ¿A dónde irás, ranita? editado por Kolima Books y estrena la obra de teatro familiar El viaje de Tris, ambos trabajos escritos junto a su hermano José Bizarro.

## Obra

### Poesía
- Los fantasmas del parque Kristian Krekovic (2002). DEP-SE302-2003
- Cuando despiertes y no haya nadie (2005). ISB-978-84-96458-03-1
- La puerta no cierra el frío (2008). ISBN 978-94-96830-47-9
- A cien mil metros de profundidad (2015). ISBN 978-84-16299-15-7

### Literatura infantil
- ¿A dónde irás, ranita? (con José Antonio Bizarro) (2016). ISBN 978-84-16364-54-1
- ¿Para qué sirve un koala? (con José Antonio Bizarro) (2018). ISBN 978-84-948278-8-4
- El cuaderno de Pedroloko: ¡Rodrigo mordió la luna! (con José Antonio Bizarro) (2021). ISBN 978-8408226833
- El cuaderno de Pedroloko: ¡No despiertes al monstruo! (con José Antonio Bizarro) (2021). ISBN 978-8408240136
- El cuaderno de Pedroloko: ¡Que vienen los drakos! (con José Antonio Bizarro) (2021). ISBN 978-8408245551

### Humor
- Anatomía del chiste: manual para crear chistes, sketches y monólogos (con Rody Polonyi - 2012). ISBN 978-84-15405-24-5
- El placer de fracasar (con Rody Polonyi - 2013) ISBN 978-84-15819-10-1

### Teatro
- Càstins (2007)
- Ses matanceres m'has dita? (Tot torna) (2009)
- El placer de fracasar (2012)
- Spoiler (2013)
- El viaje de Tris (2016)
- Verjas (2018)
- Usted viene a oler carne quemada (2018)

### Documentales
- Revelando a Mario (2020)